# Невеста огня
«Невеста огня» (азерб. Od gəlini) — историческая трагедия азербайджанского драматурга Джафара Джаббарлы в 18 картинах, написанная в 1927 году. Является первым значительным произведением Джаббарлы нового периода. Трагедия посвящена восстанию Бабека против арабского халифата. Впервые поставлена на сцене в 1928 году в Баку.

## История создания

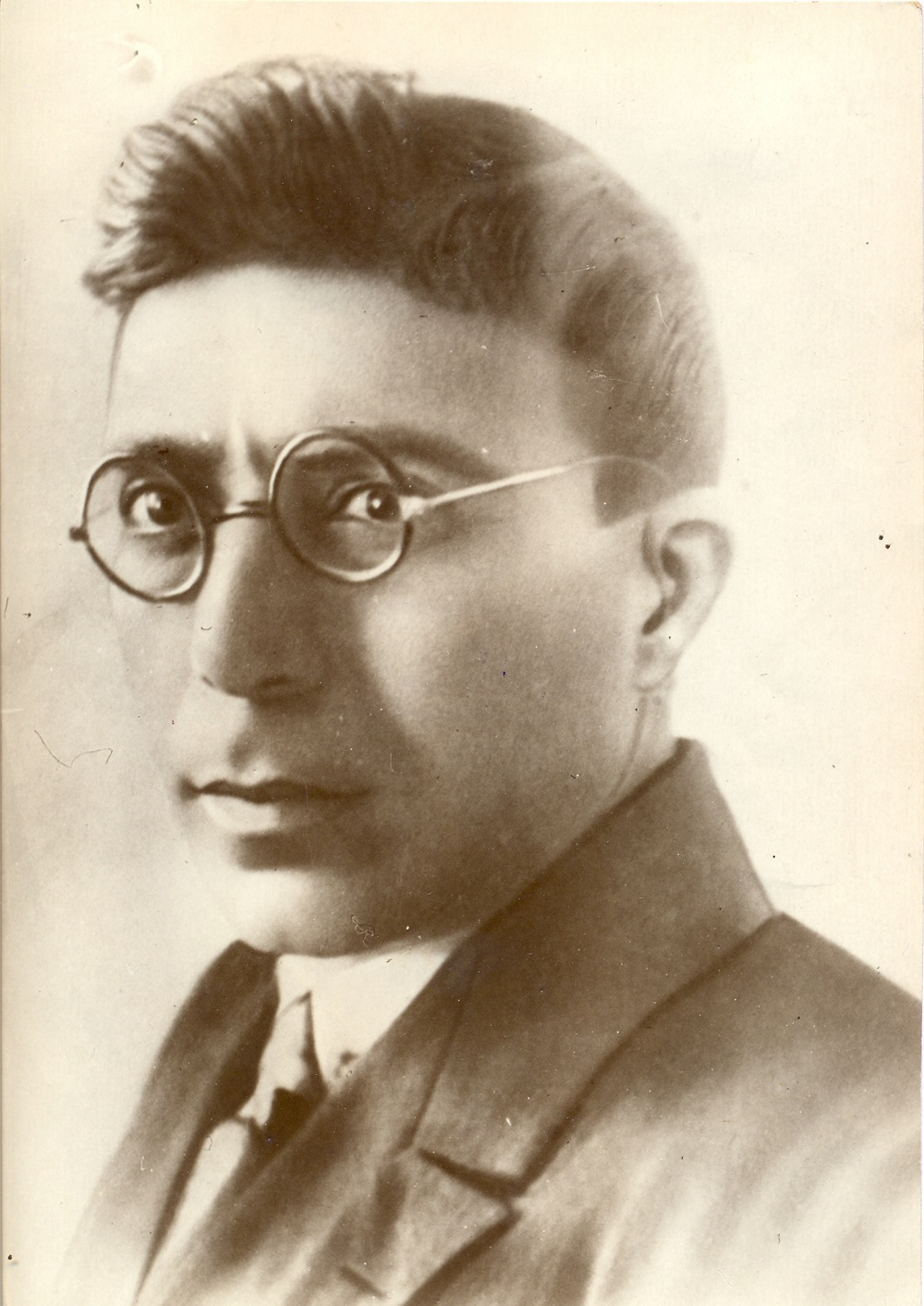
Джафар Джаббарлы, автор пьесы

Трагедия «Невеста огня» посвящена действительным событиям IX века и борьбе полководца Бабека, возглавившего всенародное освободительное движение против арабско-исламских завоевателей. Бабек послужил прообразом основного героя пьесы — Эльхана.
Первоначально пьеса носила название «Бабек», но Джафар Джаббарлы не хотел ограничивать идейно-тематические рамки произведения конкретным историческим событием, а стремился придать ему более широкое содержание.
Работа над пьесой началась ещё в 1925 году, когда Джаббарлы закончил и представил в театр её первый вариант. Этот вариант, громоздкий по объёму и несовершенный в идейно-художественном отношении, не удовлетворял ни самого автора, ни театр. Поэтому Джафар Джаббарлы продолжал трудиться над пьесой, значительно сжал её и добился серьёзного улучшения художественных качеств произведения. Режиссёр Александр Туганов в своих воспоминаниях пишет:
Лучшим примером того, насколько внимательно работал Джабарлы над произведением, как он стремился совершенствовать каждое слово, является пьеса «Невеста огня».
Как рассказывает в своих воспоминаниях Александр Туганов, за три года упорной работы Джабарлы 38 картин первоначального варианта превратил в 18. Приняв новый вариант пьесы, театр начал интенсивно работать над ним.

## История постановок

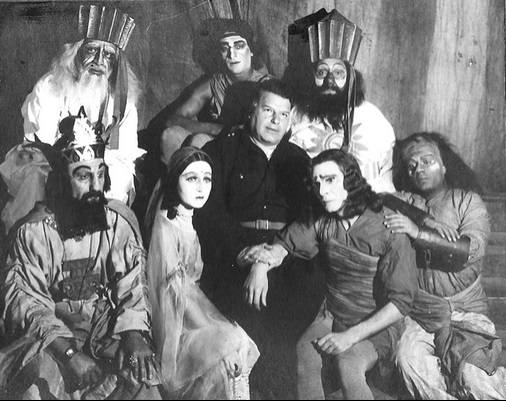
Актёры, играющие в пьесе, вместе с Аббас-Мирзой Шарифзаде в роли Эльхана и режиссёром постановки Александром Тугановым

После «Гамлета» (поставлена в декабре 1926 года), «Невеста огня» стала первым спектаклем, на подготовку которого Азербайджанским государственным театром было затрачено так же много времени и труда. «Невеста огня» была показана 16 февраля 1928 года на сцене Азербайджанского драматического театра. По словам Джафарова, «ни одно другое произведение не вызывало столь большого воодушевления в коллективе». Это признавал и режиссёр постановки Александр Туганов:
Мне за мою долголетнюю сценическую деятельность пришлось ставить и проводить много спектаклей, волнующих, творчески насыщенных. Но сильнейшим по волнению был спектакль «Невеста огня».
Практика тех лет не знала случаев, чтобы один и тот же спектакль шел несколько дней подряд. «Невеста огня» стал первым спектаклем, прошедшим четыре дня подряд и затем в течение многих лет шедшим с огромным успехом. Долгая сценическая жизнь «Невесты огня», по словам театроведа Джафара Джафарова, объяснялась, «во-первых, высокими достоинствами самой пьесы, а, во-вторых, тем, что театр создал великолепный по яркости и красочности спектакль».
Музыка к спектаклю «Невеста огня» была написана 20-летним композитором Афрасиябом Бадалбейли. Это было одной из первых работ композитора.

## Анализ произведения
В пьесе «Невеста огня», по словам искусствоведа Исмаила Таги-заде, заглавная героиня — служительница храма огнепоклонников Солмаз, но её фабульная линия — только номинальный центр произведения, а действительно главный его герой — Бабек. Театровед Джафар Джафаров, называя произведение, своеобразной историко-романтической драмой, пишет, что «в ней нет документированной истории и исторических лиц». В то же время, пишет Джафаров, она исторична и рисует «правдоподобную историческую картину борьбы» народа «против арабских захватчиков и исламской религии».
Литературовед Мамед Ариф пишет, что трагедия «Невеста огня», поставленная на сцене Азербайджанского драматического театра в 1928 году, явилась «этапным событием в идейно-художественном развитии национальной драмы». По словам Мамеда Арифа, эта пьеса была направлена против исламской религии. Литературовед и критик Оруджали Гасанов писал, что в пьесе «Невеста огня» уже видно «проявление самого решительного, зрелого, глубокого атеизма». Гасанов пишет, что в своем последнем монологе, который Эльхан произносит под виселицей, он смело бросает: «Нет аллаха! Нет аллаха! Я сам — аллах! Я создатель жизни и счастья на земле!».
По словам музыковеда Наили Керимовой, вплоть до 1928 года, а именно, до постановки новой историко-героической пьесы Джаббары «Невеста огня» музыкальное оформление азербайджанских спектаклей «не выходило за рамки музыкального монтажа». Наиля Керимова отмечает, что «Невеста огня» «стала ярким событием в театральной жизни» и ознаменовала следующий этап развития жанра театральной музыки в Азербайджане, связанного с именем молодого композитора Афрасияба Бадалбейли.